# Il presidente (film 1919)
Il presidente (Præsidenten) è un film del 1919 diretto da Carl Theodor Dreyer.

## Trama
Un anziano nobile decaduto, mentre è a passeggio col giovane figlio Karl Victor von Sendlingen presso l’ormai malridotto castello di famiglia, è colpito da un malore, e, sul punto di morte, fa promettere solennemente al figlio di non contrarre mai matrimonio con una donna di condizione sociale inferiore, com’era capitato a lui stesso, con conseguenze che riteneva perniciose.
30 anni dopo, Karl Victor, secondo l’antica tradizione dei von Sendlingen è diventato un rispettabile giudice del tribunale cittadino, e deve giudicare il caso di Victorine Lippert, accusata di aver ucciso il proprio figlio neonato. È subito colto da un angoscioso dilemma, perché Victorine risulta essere sua figlia.
In un flashback infatti apprendiamo come, appena terminati gli studi di giurisprudenza, egli avesse avuto una relazione una giovane istitutrice, che era rimasta incinta. Egli l’avrebbe sposata se un suo famigliare non gli avessero ricordato il giuramento prestato tempo prima, alla morte del padre.
Al processo, nonostante l’avvocato difensore della giovane, Bergen, spieghi, che, molto plausibilmente, non si trattò di omicidio, la giuria, con maggioranza risicata, la condanna alla pena di morte, ed anche la domanda di grazia non viene accolta.
Nel frattempo Karl Victor viene promosso alla prestigiosa carica di Præsident presso il capoluogo, e, per festeggiare la sua pluriennale indefessa fedeltà alla causa della giustizia, viene organizzato un banchetto al municipio, mentre una spontanea manifestazione popolare rende onore al famoso cittadino.
Karl Victor abbandona i festeggiamenti, fa evadere la figlia detenuta e si rifugia all’estero con lei, dopo aver rassegnato le proprie dimissioni presso il Ministero di Giustizia. Dopo il matrimonio di Victorine con un imprenditore, - il primo matrimonio della famiglia, in più generazioni, non tacciato da pregiudizi nobiliari - ritorna in patria e si costituisce presso il nuovo Præsident, suo antico vice, che si rifiuta di rendere nota la faccenda, per non discreditare l’amministrazione della giustizia presso il popolo.
Karl Victor si reca a passeggiare presso l’antico castello di famiglia, dove, colto da malore, trova la morte.